# Het Lege Kwartier

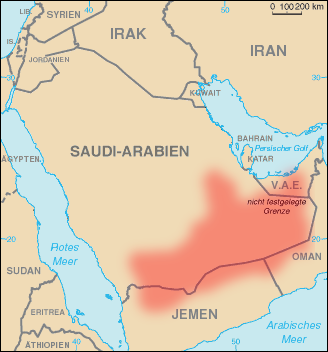
Het Lege Kwartier

Het Lege Kwartier of, in het Arabisch, Rub al-Khali, el-Roeb el-Chali of ar-Rub' al-Hali (Engels: Empty Quarter), is een woestijn van veranderlijke zandduinen in het zuiden van Saoedi-Arabië en rond de grenzen met Oman en Jemen.
Rub al-Khali maakt deel uit van de Grote Arabische Woestijn, de vierde grootste woestijn ter wereld. Met een oppervlakte van zo'n 640.000 vierkante kilometer is het de grootste erg ter wereld.
In het westen van het Lege Kwartier bevindt zich het beschermd natuurgebied ‘Uruq Bani Ma’arid wat in 2023 door Unesco werd erkend als natuurlijk werelderfgoed.

## Klimaat
Een groot gedeelte van het  Lege Kwartier is extreem droog, zonder regenseizoen, met een jaarlijkse regenval van minder dan 35 mm. De relatieve vochtigheid is in januari gemiddeld circa 52% en in juni tot juli 15%. De maximum temperatuur is in juli en augustus 47 tot wel 51 °C. De minimum temperatuur is in januari en februari gemiddeld 12 °C. Temperaturen beneden het vriespunt zijn ook waargenomen.

## Biologie

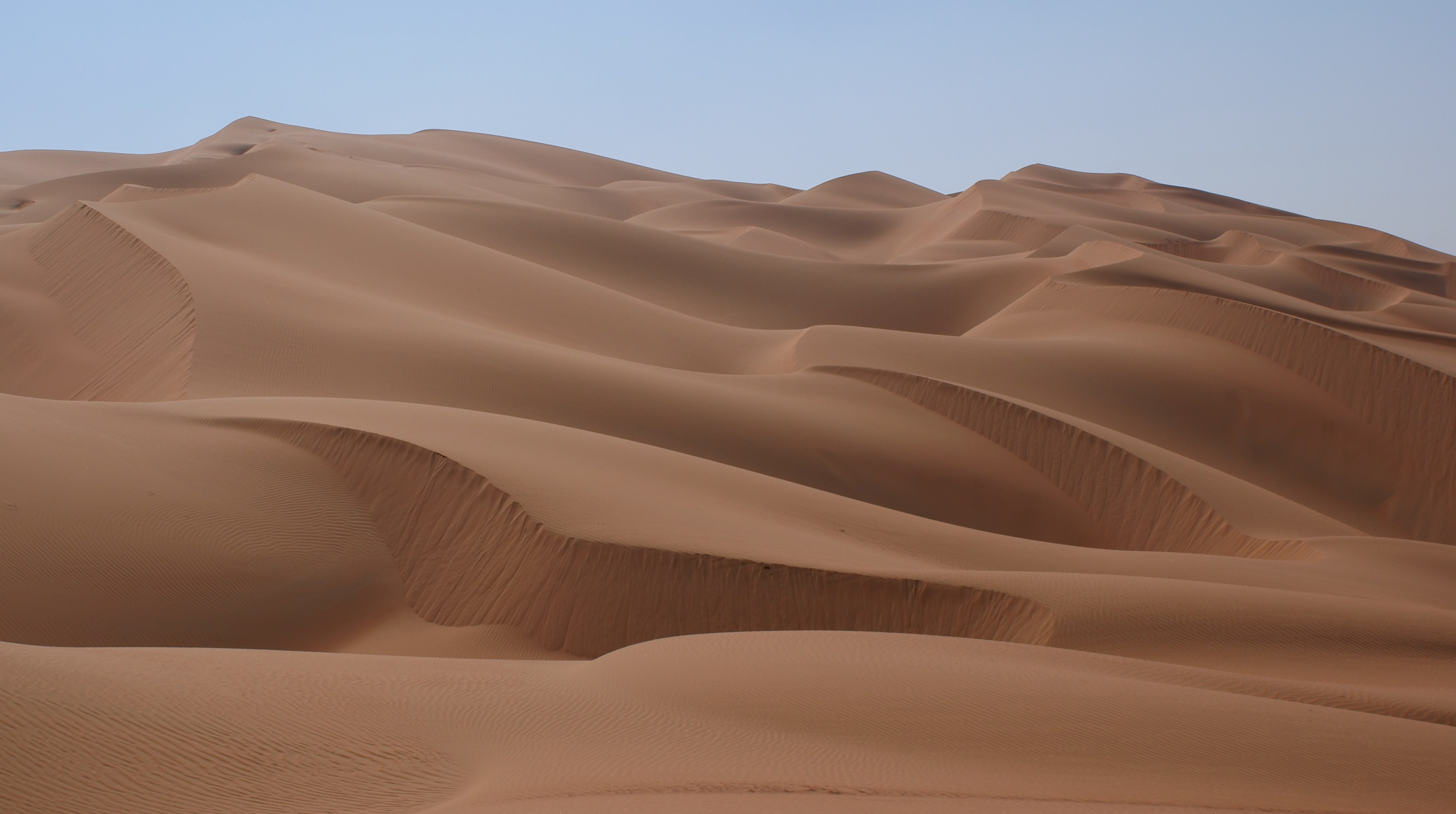
Zandduinen in het Lege Kwartier

Het Lege Kwartier wordt gekenmerkt door een zeer beperkte plantendiversiteit. Er zijn slechts 37 soorten beschreven, waarvan er 20 in het centrale deel voorkomen en 17 voornamelijk aan de randen. Een of twee soorten zijn endemisch.De vegetatie komt tamelijk gelijkmatig verspreid voor. Typische plantensoorten zijn Calligonum crinitum op de duinhellingen en Cornulaca arabica, Cyperus conglomeratus, Dipterygium glaucum, Limeum arabicum en Zygophyllum mandaville. Bomen komen alleen voor aan de uiterste randgebieden, typisch Acacia ehrenbergiana en Prosopis cineraria in waterafvoeren en in duinpannen. In het noordoosten, in de Emiraten, groeit de Calligonum comosum als karakteristieke blijvend groene plant, naast kruiden als de Danthonia forskallii die opkomen na de jaarlijkse regen.